# Elda Dessel

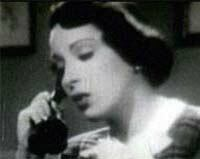
Elda Dessel in den 1940er Jahren

Elda Dessel (geboren 1925 in Buenos Aires, Argentinien; gestorben am 17. September 2010, ebenda) war eine argentinische Filmschauspielerin.

## Werdegang
Ihr Filmdebüt gab sie 1941 im Film Joven, viuda y estanciera.
Sie wurde vom Regisseur Luis Bayón Herrera ausgewählt, um in Mini-Rollen in Filmen des EFA-Studios aufzutreten. In den 1950er Jahren spielte sie häufig mit Luis Sandrini und Malvina Pastorino im Theater, Film und Fernsehen. Sie war auch in den Musicals Mame und Juanita, la popular zu sehen. Sie starb am 17. September 2010.

## Filmografie

### Filme
- 1941: Joven, viuda y estanciera
- 1941: Beauty Parlor
- 1941: The Novel of a Poor Young Man
- 1942: Así te quiero
- 1949: Todo un héroe
- 1950: Captura recomendada
- 1951: Sombras en la frontera
- 1951: Locuras, tiros y mambos
- 1951: The Honorable Tenant
- 1951: Los árboles mueren de pie
- 1953: The Great House
- 1955: Vida nocturna
- 1955: Cuando los duendes cazan perdices
- 1962: Mate Cocido
- 1966: La buena vida
- 1973: El patio de la Morocha (TV - Movie)
- 1978: Encuentros muy cercanos con señoras de cualquier tipo

### TV-Serien
- 1965: Candilejas (22 Folgen)
- 1965/1966: El flequillo de Balá
- 1966: Carola y Carolina (12 Folgen)
- 1969: Domingos de teatro cómico (1 Folge)
- 1971: Nino, las cosas simples de la vida (18 Folgen)
- 1970–1973: Telecómicos (3 Folgen)
- 1974: Humor a la italiana (1 Folge)
- 1977: Aventura '77 (19 Folgen, Mini-Serie)
- 1978: Una promesa para todos (39 Folgen)
- 1978: Olmedo 78 (3 Folgen)
- 1979: Chau, amor mío (20 Folgen)
- 1981: Service De Humor (3 Folgen)
- 1987: Clave de sol (59 Folgen)